# Jefferson Market Library

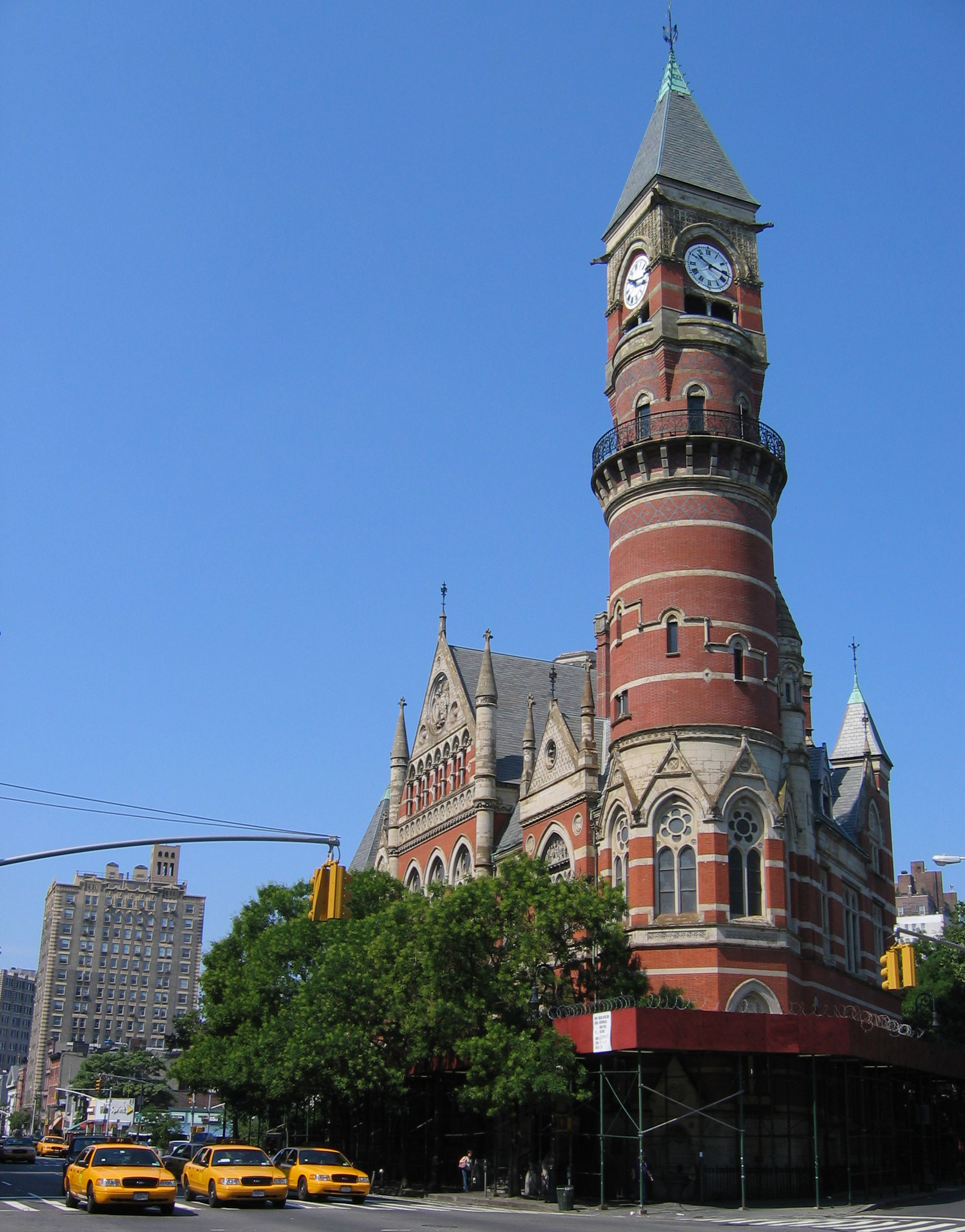
Jefferson Market Library vue de la 6e avenue

La Jefferson Market Library, est une bibliothèque située au 425 de la 6e Avenue, à hauteur de la 10e rue, dans le quartier de Greenwich Village, dans l'arrondissement de Manhattan, à New York. Originellement, l'immeuble avait été conçu pour être un palais de justice, ce qu'il fut, avant de prendre sa fonction actuelle. Son architecture néogothique victorienne marquée est par la complexité de sa forme inspirée par le Moyen Âge, ses dimensions imposantes et ses polychromies,.

## Histoire
Construit autour de 1833, le premier bâtiment à occuper le terrain de l'actuelle Jefferson Market Library était une tour de surveillance incendie en bois. Cette tour était entourée par les baraques du marché de Jefferson (en anglais Jefferson Market), ce qui explique le nom actuel de la bibliothèque.
L'immeuble actuel, dessiné par Calvert Vaux et Frederick Clarke Withers, fut bâti entre 1874 et 1877.